# Embassy Pictures
A Embassy Pictures Corporation (também conhecida posteriormente como AVCO Embassy Pictures e Embassy Films Associates) foi um estúdio americano de produção e distribuição de filmes independentes, responsável por filmes como Godzilla, King of the Monsters!; The Graduate; The Producers; O Leão no Inverno; Carnal Knowledge; O porteiro da noite; Watership Down; Phantasm; The Fog; Prom Night; Scanners; The Howling; Escape from New York e This is Spinal Tap.

## Fundação
A empresa foi fundada em 1942 por Joseph E. Levine, inicialmente para distribuir filmes estrangeiros nos Estados Unidos. Alguns dos primeiros sucessos de Levine foram os filmes Hercules feitos por italianos com Steve Reeves; Godzilla, King of the Monsters! (1956, uma versão muito reeditada do Godzilla original de Ishiro Honda de 1954); e a adaptação de The Thief of Baghdad (1961), também com Reeves na liderança. A Embassy também distribuiu o filme 8½ (1963) de Federico Fellini e Strangers in the City (1962), de Rick Carrier.
Em 1963, Levine recebeu um contrato de 30 milhões de dólares com a Paramount Pictures para produzir filmes na veia de seus sucessos anteriores. A Paramount financiaria os filmes e a Embassy receberia parte de seus lucros. Sob o acordo, Levine produziu The Carpetbaggers (1964) e seu prequel Nevada Smith (1966), que foram sucessos, junto com flops como Harlow (1965), estrelado por Carroll Baker e The Oscar (1966).
Na década de 1960, Levine transformou a Embassy em uma produtora. Mais tarde na década, a Embassy funcionou por conta própria com muitos recursos animados de Rankin / Bass, incluindo The Daydreamer (1966) e Mad Monster Party? (1967), e bem sucedidas produções live-action, incluindo The Graduate (1967), O Leão no Inverno e The Producers (ambos de 1968).

## Nova propriedade e dissolução
Em 1967, a Embassy teve seu maior sucesso com o The Graduate. Isso permitiu que Levine vendesse sua empresa para a Avco por um negócio no valor de 40 milhões de dólares. Levine permaneceu como diretor executivo. Levine também iniciou uma gravadora com os executivos da indústria musical Hugo Peretti e Luigi Creatore, da Avco Embassy Records, mais tarde encurtados para a Avco Records. Em 1969, a empresa comprou a produtora Mike Nichols e o contratou para fazer dois filmes.
Em 1968, a Avco Embassy lançou a Avco Embassy Television, para distribuir filmes da biblioteca da Avco Embassy na TV. Em 1976, a Avco Embassy vendeu sua divisão de transmissão e Vendas de Programas da Avco para a Multimedia, Inc., tornando-se Multimedia Entertainment; Multimedia Entertainment é agora conhecido como NBCUniversal Television Distribution,
A empresa teve menos sucesso nos anos 1970 e em 1973 registrou uma perda de 8,1 milhões de dólares.
Em 1972, a empresa começou a cortar a produção e, em 1975, parou de fazer filmes. Levine renunciou em meados de 1974 para reentrar na produção independente.

### Era Robert Rehme
No final de 1977, a Avco Embassy anunciou sua intenção de retomar a produção. Em 1978, Robert Rehme foi nomeado presidente e diretor de operações e ele convenceu a empresa a lhe dar 5 milhões de dólares para um fundo de produção.
Sob sua administração, a Embaixada Avco se concentrou em filmes de baixo orçamento, seis dos quais bem-sucedidos: The Manitou (1978), Phantasm (1979), The Fog (1980), Scanners (1981), Time Bandits (1981) e The Howling (1981). Eles se beneficiaram em parte do fato de que a American International Pictures recentemente deixou o campo de exploração, diminuindo a concorrência nessa área.
Rehme deixou a empresa em 1981, tendo visto aumentar sua receita de 20 milhões de dólares para 90 milhões de dólares.
Em 1981, Tom Laughlin se ofereceu para comprar a empresa por 24 milhões de dólares, mas retirou sua oferta.

## Norman Lear e Jerry Perenchio
Em janeiro de 1982, o produtor de televisão Norman Lear e seu parceiro Jerry Perenchio comprou o estúdio por 25 milhões de dólares, deixou o nome "Avco" e mudou o nome de sua própria empresa de TV, a TAT Communications, para Embassy Television e TAT Communications Company à embaixada Communications, Inc. A companhia estava produzindo sucessos como The Jeffersons, One Day at a Time, e The Facts of Life, e por Tandem, Diff'rent Strokes e Archie Bunker's Place. Durante esse período, eles lançaram Silver Spoons, Square Pegs, Who's the Boss?, It's Your Move e Gloria. Eles também se expandiram para fazer filmes para TV, incluindo Grace Kelly e Eleanor, Primeira Dama do Mundo.
No final de 1982, a Embassy comprou a Andre Blay Corporation e renomeou a empresa para Embassy Home Entertainment; lançamentos anteriores de seu catálogo de filmes foram tratados através do Magnetic Video, bem como reedições do catálogo Blay Video. Em 1984, a Embassy Pictures foi renomeada para Embassy Films Associates. Nesse mesmo ano, Fanny e Alexander, que distribuiu nos Estados Unidos, receberam o Oscar de Melhor Filme Estrangeiro.
Durante esse período, Rob Reiner, que até então era famoso por interpretar Mike "Meathead" Stivic em All in the Family, começou sua carreira como diretor com dois lançamentos da Embassy, This is Spinal Tap e The Sure Thing. Seu terceiro filme, Stand By Me, começou na Embassy, mas quase foi cancelado por causa da venda para a Columbia antes de as filmagens começarem. Norman Lear acabou arrecadando seu próprio dinheiro para os fundos de conclusão.

## Coca-Cola e outros
Lear e Perenchio venderam a Embassy Communications (incluindo a Tandem Productions) para a The Coca-Cola Company por 485 milhões de dólares em 18 de junho de 1985,
A Coca-Cola manteve a divisão de televisão da Embassy ativa; sob sua propriedade a série de sucesso 227 e Married... with Children começou. A Embassy Television foi renomeada como Embassy Communications em 1986 e depois foi incorporada à Columbia Pictures Television na unidade combinada Columbia / Embassy Television no final daquele ano (embora ambas as empresas continuassem a usar seus nomes separados para seus vários programas); Fev 1988 vi Columbia / Embaixada sendo fundido com Tristar televisão, num Columbia Pictures Television combinadas, resultando em programas Embaixada produzidos agora a ser produzidas apenas por CPT com logotipos Columbia no final, mas com direitos de autor de créditos ELP (Embassy Limited Partnership) Communications.
A Coca-Cola, que também era proprietária da Columbia Pictures na época, vendeu a divisão teatral para Dino De Laurentiis, que transformou a empresa no De Laurentiis Entertainment Group, e a divisão de home video se tornou a Nelson Entertainment, dirigida por Barry Spikings, junto com alguns executivos. que já havia trabalhado no DEG antes de ir à falência. A Nelson Entertainment era a subsidiária americana da Nelson Holdings International (NHI), uma empresa sediada em Vancouver, Canadá. Embora De Laurentiis fosse agora dono da Embassy, ele não recebeu direitos para os próximos filmes como Crimewave e Saving Grace (ambos de 1986), e uma adaptação de The Body, de Stephen King, que se tornou Stand by Me (1986). tornou-se propriedades de Lear e Perenchio. Nelson Entertainment, além de lidar principalmente com a biblioteca da Embassy para vídeos caseiros, também financiou filmes teatrais em conjunto com a Columbia Pictures. Eles foram um dos principais parceiros, juntamente com a Columbia, na formação da Castle Rock Entertainment, devido ao sucesso do vídeo caseiro dos filmes produzidos pelo Embaixador Rob Reiner, que eles ainda trataram. Em 1988, Nelson atribuiu as funções de produção e distribuição física de sua empresa de vídeos caseiros à Orion Pictures, e algumas de suas produções cinematográficas também foram adquiridas pela Orion. Em 1991, Nelson foi vendido para a New Line Cinema, que renomeou a divisão de vídeo New Line Home Video e também assumiu brevemente a participação de Nelson na Castle Rock Entertainment.

### Anos 90
No início dos anos 90, os principais direitos da biblioteca da Embassy foram transferidos de empresa para empresa, devido às falências das empresas que as possuíam separadamente (De Laurentiis para o teatro, Nelson para o vídeo caseiro). Os ativos da Dino De Laurentiis foram para a Parafrance International, em conjunto com a Village Roadshow, enquanto os ativos da Nelson foram adquiridos pelo Credit Lyonnais Bank e depois vendidos para a PolyGram. A empresa controladora de Nelson, o NHI, continuou existindo até meados dos anos 90.

## Propriedade de biblioteca e direitos de propriedade
Hoje, a corporação da Embaixada, suas divisões e propriedades de cinema e televisão estão divididas. Os direitos subjacentes à maioria da biblioteca da Embassy são atualmente mantidos pela produtora francesa StudioCanal, com direitos de mídia individuais alugados a outras empresas. Os direitos teatrais da biblioteca de filmes da Embassy foram anteriormente gerenciados pela Stuart Lisell Films e agora são atendidos pela Rialto Pictures.
Os direitos de entretenimento em casa (DVD, Blu-ray) foram anteriormente divididos entre a Image Entertainment, a The Criterion Collection e a Anchor Bay Entertainment, por meio de ofertas de saída separadas. Atualmente, a maioria dos títulos da Embaixada mais conhecidos são controlados pela Metro-Goldwyn-Mayer, devido à VHS ou DVD anteriores lançamentos através de sua herança de PolyGram biblioteca de filmes ‘Epic’ 's, com 20th Century Fox Home Entertainment distribuição manuseio para a MGM, e, por sua vez, sublicenciou outras empresas de vídeo para seus títulos de prestígio, embalados como edições especiais de colecionadores. Quaisquer outros títulos restantes são gerenciados pela Lionsgate Home Entertainment, devido à sua relação de longa data com o StudioCanal sobre sua biblioteca da Carolco.
A Sony Pictures Entertainment reteve os direitos televisivos da maior parte da biblioteca teatral da Embassy e do logotipo, nomes e marcas registradas da Embassy por meio de sua subsidiária ELP Communications.